# Aérospatiale

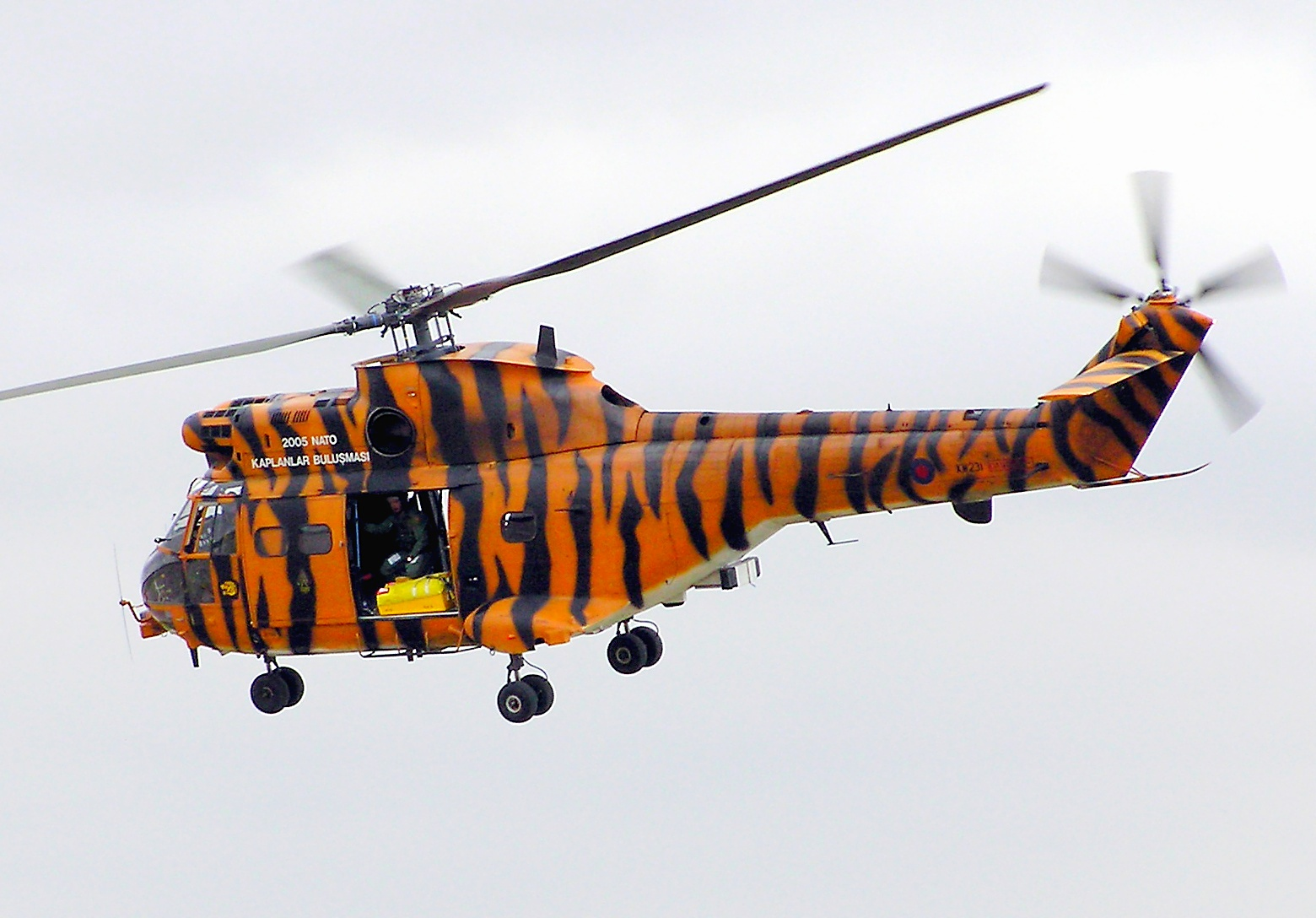
Royal Air Force Aérospatiale Puma HC1.

Aérospatiale, Société nationale industrielle aérospatiale, var en fransk tillverkare av civila och militära flygplan och helikoptrar
Aérospatiale skapades 1970 genom sammanslagningen av de statligt ägda Sud Aviation, Nord Aviation och SÉREB. Ett av företagets mest kända flygplan är från denna tid, Concorde, som utvecklades tillsammans med British Aircraft Corporation och hade premiär 1976. 1992 slog man samman sin helikopterdivision med det av Daimler-Benz ägda DASA:s helikopterdivision till Eurocopter.
1998 gick man samman med Matra och bildade Aérospatiale Matra. 2000 skedde en storaffär då Aérospatiale Matra gick samman med CASA och DaimlerChrysler Aerospace AG (DASA) för att bilda EADS.
Kända produkter från Aérospatiale är Concorde, Ariane-raketen och helikoptern Puma ("Super-Puma"). Puma tillverkas idag i en ny version som Eurocopter Super Puma.